# بروغن
خُطَّاف أمريكي أو بروغن[بحاجة لمصدر] (الاسم العلمي: Progne) جنس طيور من الجواثم وفصيلة السنونو. تعود تسمية الجنس إلى أسطورة يونانية عن فتاة أسطورية تُدعى بروكني (Πρόκνη)، حيث حولت هذه الفتاة إلى طائر السنونو لأنقاذها من زوجها، الذي أغتصب أختها فيلوميلا، وانتقامًا منه قامت بروكني بقتل ابنها وأطعامه لزوجها دون علمه ( تيريوس، ملك ثراس).